# Laternaria viridirostris
Laternaria viridirostris är en insektsart som först beskrevs av John Obadiah Westwood 1848.  Laternaria viridirostris ingår i släktet Laternaria och familjen lyktstritar. Inga underarter finns listade i Catalogue of Life.